# Morro (Cap Verd)
Morro (crioll capverdià Morr) és una vila a l'oest de l'illa de Maio a l'arxipèlag de Cap Verd. Està situada 5 kilòmetres al nord de Vila do Maio.